# Carmen Cavallaro
Carmen Cavallaro (6 de mayo de 1913 - 12 de octubre de 1989) fue un pianista estadounidense de música ligera, uno de los más expertos y admirados de su generación.

## Carrera musical
Nacido en la ciudad de Nueva York, era conocido como el “Poeta del Piano”. Ya con tres años mostraba aptitudes musicales, tocando melodías con un piano de juguete. Sus padres estimularon su talento musical y estudió piano clásico en los Estados Unidos, viajando y tocando más adelante por muchas capitales de Europa.
En 1933 Cavallaro entró a formar parte de la Orquesta de Al Kavelin, donde rápidamente pasó a ser su solista. Después de cuatro años trabajó en otras big bands, entre ellas la de Rudy Vallee en 1937. Además, tocó brevemente con Enric Madriguera y Abe Lyman.
Cavallaro formó su propia banda, un combo de cinco instrumentos, en San Luis (Misuri), en 1939. Su fama fue creciendo y su grupo llegó a constituir una orquesta de 14 instrumentos, editando unos 19 álbumes para Decca con el paso de los años. Aunque su banda viajó tocando por todo el país, destacó por sus actuaciones en el Hotel Mark Hopkins de San Francisco (California), su local favorito, y también favorito de George Shearing y Mel Tormé. Otros locales en los cuales reunía a gran cantidad de público fueron el Waldorf-Astoria de Nueva York, el Palmer House Hilton de Chicago y el Hotel Ambassador de Los Ángeles. En 1963 logró un millonario éxito de ventas con la grabación de la canción Sukiyaki. La grabación en single más vendida de Cavallaro fue su versión pop de una Polonesa de Chopin.
Uno de los vocalistas que actuaba en el grupo de Cavallaro, Guy Mitchell, posteriormente consiguió la fama actuando en solitario.
A Cavallaro se le concedió una estrella en el Paseo de la Fama de Hollywood, en el 6301 de Hollywood Boulevard, por su actividad discográfica.

## Influencias y estilo
Cavallaro desarrolló un estilo pianístico de brillantes y ondulantes arpegios para aumentar su melodía. Entre sus intereses musicales destacaban la música de baile, particularmente los ritmos latinos y tangos, así como los arreglos pop y jazz de melodías clásicas. En este aspecto, a menudo se le cita por haber sido influenciado por el pianista Eddy Duchin. A su vez, Liberace fue muy influenciado tanto por Cavallaro como por Duchin.
Cavallaro fue nombrado miembro de la ASCAP en 1957. Varias de las canciones escritas por él alcanzaron una gran popularidad, destacando de entre ellas "While the Nightwind Sings" y "Masquerade Waltz".

## Radio y cine
Cavallaro también se hizo famoso gracias a la radio y el cine, primero con su programa regular en la NBC en la década de 1940, The Schaeffer Parade, el cual presentaba, y más adelante en el cine, interviniendo en los filmes Hollywood Canteen (1944), Diamond Horseshoe y Out of This World (ambas de 1945). Su más célebre interpretación cinematográfica fue la música de piano que el actor Tyrone Power simulaba tocar en Melodía inmortal (1956). En 1956 visitó la Argentina y en Buenos Aires actuó en LR3, Radio Belgrano presentado por el animador Tito Martínez del Box.

## Vida personal
Cavallaro se casó con Wanda Cavallaro el 6 de mayo de 1935. La pareja tuvo tres hijos, y se divorciaron el 26 de diciembre de 1958.
Carmen Cavallaro falleció a causa de un cáncer en 1989 en Columbus (Ohio). Fue enterrado en el Cementerio Mount Hope de Hastings-on-Hudson, Nueva York.

## Discografía
Álbumes
- 1941: I'll see You In My Dreams, Decca Records
- 1941: All The Things You Are ...``, Decca Records
- 1942: Strauss Waltzes, Decca Records
- 1942: Songs Of Our Times 1932, Decca Records
- 1947: Serenade: Italian Folk Songs, Decca Records
- 1948: Irving Berlin Songs with Dick Haymes, Decca Records
- 1949: For Sweethearts Only, Decca Records
- 1950: Carmen Cavallaro At The Piano, Decca Records
- 1950: Songs Of Our Times 1921, Decca Records
- 1950:  Richard Rodgers And Oscar Hammerstein II, Decca Records
- 1951: Guys And Dolls, Decca Records
- 1952: Tangos for Romance, Decca Records
- 1956: Rome at Midnight, Decca Records
- 1956: For Latin Lovers, Decca Records
- 1956: The Masters' Touch, Decca Records
- 1957: Poetry In Ivory, Decca Records
- 1958: Cavallaro With That Latin Beat, Brunswick Records
- 1958: 12 Easy Lessons In Love, Decca Records
- 1959: Dancing In The Dark, Decca Records
- 1960:  Plays His Show Stoppers, Decca Records
- 1960:  The Franz Liszt Story. Decca Records
- 1960: Cocktails with Cavallaro, Decca Records
- 1961: Cocktail Time, Decca Records
- 1965: Eddy Duchin Remembered, Decca Records